# Pistool

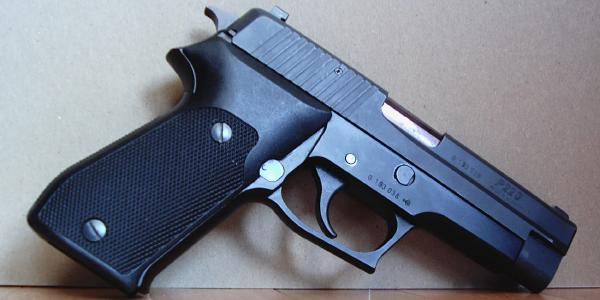
De SIG P220, een modern pistool

Een pistool is een vuistvuurwapen, een vuurwapen dat zo licht en compact is dat het met één hand gehanteerd kan worden. Daarbij geldt wel dat een groot pistool niet met één hand, of zelfs twee handen, gehanteerd kan worden door iemand die licht gebouwd is. Er is een enorm scala aan maten en kalibers: de terugslag zal navenant verschillend zijn; het is niet onmogelijk dat iemand de polsen breekt door een te groot pistool af te vuren.
Tegenwoordig is onderscheid te maken tussen een revolver waarvan de patronen in een draaibare trommel zitten, en een half-automatisch wapen (zelf-ladend), waar afgezien van een patroon die zich eventueel al in de kamer bevindt, de patronen in een aparte houder zitten die in de kolf van het wapen gestoken wordt. Het woord pistool is in engere zin te gebruiken, alleen voor het tweede type wapen, of in ruimere, algemene zin, inclusief beide types wapens (plus eventueel een aantal andere, ongebruikelijke wapens).

## Gebruik
Aangezien de korte loop van een pistool nauwkeurigheid op langere afstand lastig maakt is het typisch een wapen voor de korte afstand, tot hooguit enkele tientallen meters. Pistoolmunitie is dan ook minder krachtig dan geweermunitie (bij hetzelfde kaliber), en het bereik is veel minder. 
Militair bezien is een pistool voornamelijk effectief ter zelfverdediging. In de krijgsmacht zijn officieren en militaire politie doorgaans (tevens) uitgerust met een pistool, in tegenstelling tot gewone soldaten. In sommige landen is dit ook aan burgers toegestaan. In veel landen gebruikt ook de politie het als geweldsmiddel. In de misdaadwereld wordt het toegepast bij liquidaties. Het wapen is geen goed middel om mee te jagen, hoewel dit met name in de Verenigde Staten meer in zwang komt. Pistolen worden ook gebruikt als sportwapen en in slachthuizen om dieren te doden.
In de meeste landen is een vergunning nodig voor het bezitten en het gebruiken van een pistool. In Nederland is ook het bezit van een waterpistool of een luchtdrukpistool dat uiterlijk niet van een echt pistool is te onderscheiden, strafbaar volgens de Wet wapens en munitie.

## Geschiedenis

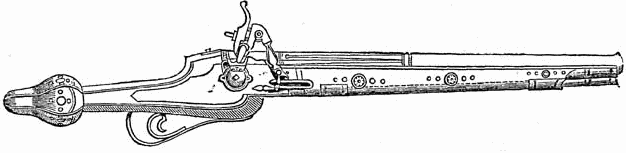
Saksisch pistool uit 1610

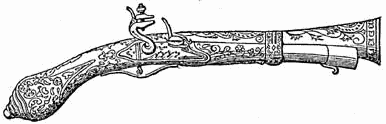
Pistool uit de 17e eeuw

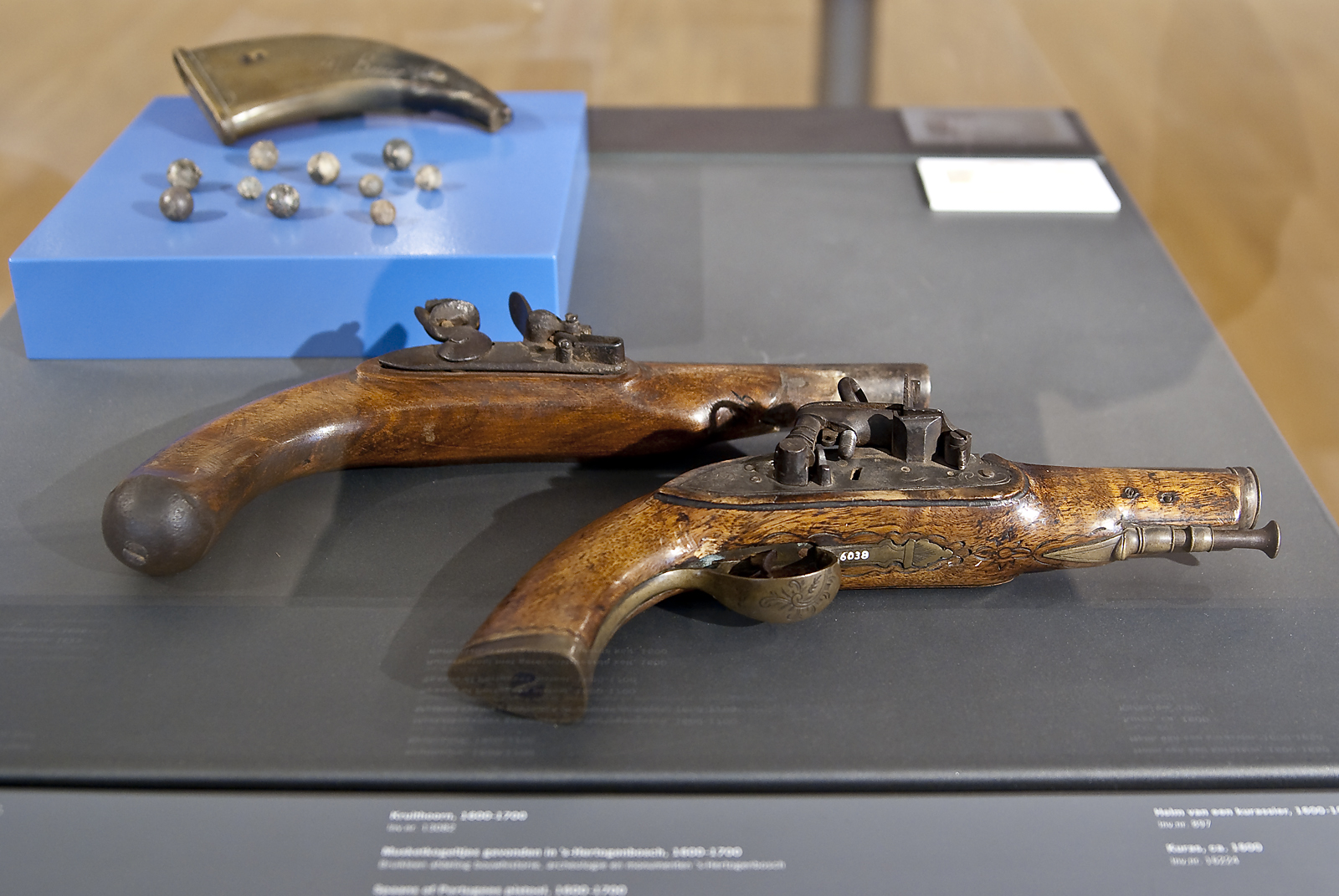
Ruiterpistool, 1600

Pistolen zijn aan het begin van de 16e eeuw in de Toscaanse stad Pistoia ontstaan. Het pistool dankt zijn ontstaan aan de uitvinding in 1517 van een nieuw model ontstekingsmechanisme dat met een stuk vuursteen werkt, in plaats van de tot dan toe gebruikelijke lont. De naam van het wapen gaat echter waarschijnlijk terug op het Tsjechische pišťala. Het is, net als dolk, trawant (handlanger, oorspronkelijk huursoldaat) en houwitser, een van de woorden uit de tijd van de Boheemse Hussietenoorlogen (vijftiende eeuw), die via het Duits in het Nederlands terecht zijn gekomen.
Aanvankelijk diende een pistool evenals het musket na elk gelost schot opnieuw geladen te worden, hetgeen de mogelijkheden in gevechtssituaties enorm beperkte: indien het eerste schot niet trof liep de schutter zelf gevaar. Wel was het in die begintijd een ideaal wapen voor het plegen van een heimelijke moordaanslag -zo werd Willem van Oranje in 1584 te Delft doodgeschoten door Balthasar Gerards met twee pistolen-, of om mee te duelleren.
Later werden pistolen semiautomatisch, een onderscheid met revolvers die zich een aantal malen kunnen herladen dankzij een ronddraaiend mechanisme.

## Constructie

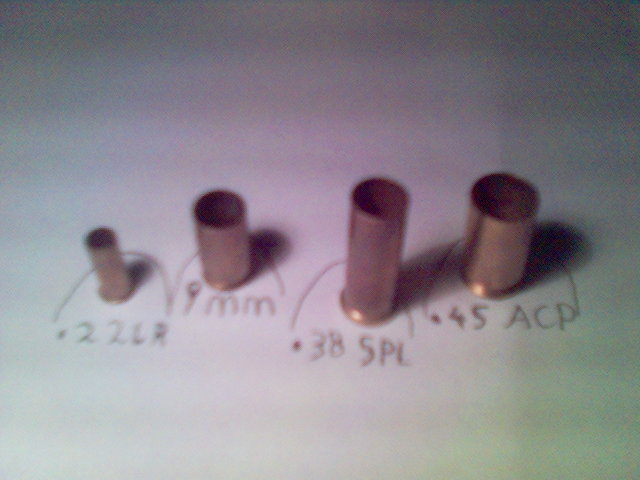
Patroonhulzen van verschillende grootten

Pistolen bestaan in diverse kalibers (interne diameter van de loop); bij grotere kalibers zijn de projectielen zwaarder en bewegen ze (veelal) langzamer dan bij kleine kalibers. De meeste patronen hebben een diameter die tussen .22 en .50 inch (ca. 5,6 en 12,7 mm) in ligt. Het kaliber van 9 mm is het meest gebruikte kaliber door sportschutters, politie of militairen.
Een modern pistool bevat:
- een loop;
- een ruimte, de kamer, waarin zich de eerstvolgende patroon bevindt die kan worden afgevuurd;
- een kolf (het handvat) met daarin:
  - een patroonhouder, die plaats biedt aan meerdere patronen;
- een afvuur- en doorlaadmechanisme.

Een uitzondering hierop vormen een aantal wedstrijdpistolen waarbij de patroonhouder niet in de kolf, maar voor de trekkergroep zit (zoals bij de Walther GSP).

## Laden en vuren
Bij het laden van een pistool wordt een met patronen gevulde patroonhouder in het wapen geplaatst. In zo'n houder passen meerdere patronen, soms in twee rijen, en afhankelijk van het type pistool en patroonhouder kan de capaciteit variëren van vijf tot twintig of meer. Een pistool waarin een gevulde patroonhouder is geplaatst, is halfgeladen.
Door het afvuurmechanisme te spannen wordt het pistool geladen. Bij semiautomatische pistolen moet dit met de hand gebeuren voor het eerste schot, meestal door de slede (het schuivende deel van het pistool dat om de loop zit) naar achteren te trekken. Hierbij wordt de hamer achterover gedrukt, waar hij vastklikt. Door de slede weer los te laten wordt hij door middel van een veer automatisch naar voren geduwd, waarbij de bovenste patroon uit de patroonhouder naar de kamer verplaatst wordt. Het wapen is nu gereed voor gebruik.
Door de trekker over te halen wordt de hamer losgelaten; door een veer schiet hij krachtig naar voren en raakt de slagpin die achter in de slede zit. De slagpin raakt het slaghoedje van de patroon die zich in de kamer bevindt, waardoor de kogel afgevuurd wordt. Zolang de kogel de loop nog niet heeft verlaten duwen de verbrandingsgassen de kogel uit de loop. Tegelijkertijd drukken ze tegen de afsluiter (het achterste deel van de slede), waardoor de slede naar achteren beweegt, waardoor mechanisch zowel de lege huls uitgeworpen wordt als de hamer weer naar achteren geduwd. De slede schiet weer naar voren (door middel van de veerspanning) en neemt uit het magazijn een nieuwe patroon mee de kamer in. Dit gebeurt zeer snel, in ongeveer 1/10e seconde, en hierna is het pistool klaar om weer afgevuurd te worden.
Andere termen kunnen zijn (vooral in gebruik bij Belgische politiediensten):
- het pistool is halfgeladen: de munitie bevindt zich in de patroonhouder, maar er is nog geen patroon in de kamer. Met andere woorden: het pistool is klaar om dienst te doen
- na het laden kan men ontladen: de patroonhouder verwijderen uit het pistool
- het pistool is gewapend: er bevindt zich een patroon in de kamer, oftewel het pistool is vuurklaar. Ook een pistool dat niet (meer) geladen is kan (nog) gewapend zijn
- na het wapenen kan men ontwapenen: de patroon verwijderen uit de kamer

## Veiligheidssystemen
Het pistool is ver ontwikkeld. Zo zijn er, in tegenstelling tot moderne revolvers, veel veiligheidssystemen ontwikkeld om te voorkomen dat een schot onbedoeld afgaat. Het pistool kan natuurlijk halfgeladen worden (zie boven voor de betekenis hiervan), maar dan duurt het lang om schietklaar te zijn. In noodsituaties kan dat fataal zijn. Om een pistool toch doorgeladen te kunnen dragen, maar te voorkomen dat het vuurt als de trekker overgehaald wordt, zijn er veiligheidssystemen. Er zijn er vele, en de werking kan van pistool tot pistool verschillen.
Veel veiligheidssystemen bestaan uit een hendeltje op de zijkant van het pistool, dat met de duim bediend wordt. Door het hendeltje op "veilig" te zetten, wordt meestal de trekker en/of de slagpin mechanisch geblokkeerd. Dit houdt in dat de trekker niet ingedrukt kan worden, of dat de slagpin niet naar voren kan gaan; op deze manier kan de slagpin de patroon niet bereiken, en het pistool dus niet afvuren.
Ondanks deze veiligheidssystemen gebeuren er veel ongelukken met pistolen. Veel daarvan zijn het gevolg van slechte training en/of gewoonten, al dan niet overgenomen uit Hollywoodfilms. Een voorbeeld hiervan is bij het vastpakken van een vuurwapen onmiddellijk de wijsvinger op de trekker te leggen — er hoeft dan maar het minste of geringste te gebeuren of het wapen gaat af.

## Single action en double action
Pistolen kunnen onderverdeeld worden in single-action- en double-action-modellen. Bij een single-actionpistool moet de hamer met de hand gespannen worden voordat het eerste schot kan worden gelost; bij het overhalen van de trekker slaat de hamer naar voren.
Bij een double-actionwapen wordt de hamer automatisch gespannen wanneer de trekker overgehaald wordt; de hamer slaat weer naar voren zodra hij volledig gespannen is. Bij een double-actionpistool kan men de hamer ook handmatig spannen, waardoor het wapen als single-actionpistool werkt. Het nut hiervan is dat het het schot nauwkeuriger maakt, want het overhalen van de trekker bij een double-actionpistool zorgt voor veel meer beweging van het wapen dan bij een single-actionpistool. Er bestaan ook pistolen waarbij de hamer niet met de hand gespannen kan worden en die dus altijd als double-actionwapen gebruikt moeten worden (double action only).

## Bekende fabrikanten van pistolen
- Anschütz
- Arminius
- Auto-Ordnance
- Beretta
- Browning Arms Company
- Colt
- CZ
- Daewoo
- Diemaco
- ERMA
- Fabrique Nationale
- Feinwerkbau
- GLOCK
- Hämmerli
- Heckler & Koch
- Israel Military Industries
- Llama
- Manurhin
- SIG Sauer
- Smith & Wesson
- Springfield
- Walther